# Langrisser V
Langrisser V (ラングリッサーV) The End of Legend là một hậu bản của Langrisser IV trong series Langrisser của hãng Masaya. Phiên bản thứ năm này được phát triển bởi CareerSoft, nhóm phát triển thuộc Masaya và được NSC phát hành. Game thuộc thể loại chiến thuật nhập vai và được phát hành trên hệ máy Sega Saturn, PlayStation vào ngày 18 tháng 06 năm 1998. Cũng giống như Langrisser IV, phiên bản thứ năm này chưa bao giờ được phát hành chính thức bên ngoài Nhật Bản, tính tới thời điểm của bài viết này, vào tháng 6-2009. Về mặt nội dung thì đây là phiên bản cuối cùng của series Langrisser, hé lộ nhiều bí mật về truyền thuyết thánh kiếm và ma kiếm.

## Cách chơi
Langrisser V có gameplay giống hệt Langrisser IV, không có thay đổi gì, ngoại trừ có thêm một số món đồ và phép thuật mới. Tức là Langrisser V không còn sử dụng hệ thống chơi theo lượt thuần túy như Langrisser I, II nữa mà dựa vào chỉ số phán đoán (判断力) của đơn vị chỉ huy nhóm.
Về class binh chủng thì Langrisser V không có một số class trong Langrisser IV như Genin, Kunoichi, Master Ninja mà thay vào đó là những class mới như High Master, Warrior...
Chi tiết về gameplay xin tham khảo phần Langrisser IV.

## Nội dung
Langrisser V bao gồm 36 Scenario chính thức và 05 Screnario ẩn được kích hoạt bằng cách đứng vào những vị trí đặc biệt trong một số Scenario nhất định. Khác với Langrisser IV, Langrisser V chỉ cho phép người chơi đi theo một hướng, không có những phân nhánh như phiên bản trước. Tuy nhiên, Langrisser V vẫn đưa ra những cơ hội lựa chọn để người chơi quyết định và dựa vào đó, một số tình tiết nhỏ, bao gồm cả kết thúc, có thể thay đổi. Đây cũng là phiên bản duy nhất trong series mà người chơi tham gia vào các trận đánh ở cả hai đại lục El Sallia và Yeless.
Langrisser V mở đầu bằng một đoạn demo về lời sấm truyền ít nhiều hé lộ những thông tin chính thức được công bố trong quá trình chơi.
"Người chị màu đỏ là chiến sĩ không có lòng từ bi, uy nghiêm nhìn xuống chúng ta. Cô em màu xanh là chiến sĩ màu xanh, lạnh lùng nhìn xuống chúng ta. Phi thuyền bay trong không gian, là đôi cánh tử thần. Đưa linh hồn chúng ta vào địa ngục. Chúng ta ngẫn mặt nhìn lên, thấy những kẻ bị thảm sát. Đương trừng mắt phẫn nộ nhìn trời..."
Nữ chiến binh màu xanh và màu đỏ trong đoạn sấm truyền trên ám chỉ hành tinh Crimson trong câu chuyện và sẽ được tiết lộ vào phần cuối của game.
Câu chuyện của Langrisser V trực tiếp liên quan với nội dung của Langrisser IV. Bối cảnh bắt đầu câu chuyện này là khi Landius và nhóm của mình đánh bại Bozel rồi tiến đánh Gizarof ở đại lục Yeless. Tuy Langrisser IV có nhiều hướng đi khác nhau và nhiều đoạn kết nhưng câu chuyện trong Langrisser V chỉ tiếp diễn những gì xảy ra sau đó của hướng đi chính thống, tức hướng C của phần trước. Vì vậy có thể xem phần V này là một phần mở rộng, một phiên bản ngoại truyện của phần IV và qua đó người chơi biết thêm nhiều điều về những bí mật chưa được khai mở trong phần trước.
Câu chuyện của Langrisser V bắt đầu khi Sigma, một sản phẩm cải tạo của nguyên soái liên bang Regenburg là Gizarof được đánh thức trong phòng nghiên cứu của hắn. Vừa tỉnh dậy từ phòng thí nghiệm, Sigma và Lamda đã bị hai kẻ lạ mặt truy đuổi nhưng may mắn thoát được do sự xuất hiện của một sản phẩm cải tạo thứ ba của Gizarof. Sigma và Lamda được Gizarof cải tạo từ những con người bình thường và được "lập trình" sẵn để tuân theo và thi hành mọi mệnh lệnh của Gizarof.
Thắc mắc về nguồn gốc cũng như mục đích sự tồn tại của mình, Sigma và Lamda rời khỏi phòng nghiên cứu và tìm đến Gizarof. Tại đây Sigma được biết mình là sản phẩm cải tạo tối cao của Gizarof, một cỗ máy chiến binh được tạo ra với nhiệm vụ đoạt lại thủy tinh thể hiền giả vốn đã bị Aiva cướp đi (ở hướng C trong Langrisser IV). Nhưng trên đường đi đoạt lại thủy tinh thể hiền giả đã rơi vào tay ma tộc, Sigma lại hay tin ông chủ Gizarof của mình đã bị Landius tiêu diệt. Mất phương hướng, Sigma và Lamda quyết định truy tìm thánh kiếm Langrisser vốn được tách ra từ thủy tinh thể hiền giả cùng với ma kiếm Alhazard để tìm hiểu về quá khứ của mình, để lấy lại ký ức đã mất. Trên đường đi, Sigma và Lamda tiếp nhận thêm nhiều bạn bè mới và ngày càng hiểu thêm về quá khứ của mình. Đến nửa cuối của game thì Sigma hiểu được chân tướng của kẻ đã đuổi theo mình khi mới tỉnh giấc trong phòng nghiên cứu của Gizarof và tìm mọi cách để ngăn chận âm mưu thống trị toàn thế giới của hắn. 
Lúc này câu chuyện cho thấy nhiều kịch tính như sự hình thành liên minh tam quốc chống lại liên bang Regenburg và có liên quan đến lời nguyền của dòng họ Landford và Alfred, nền văn minh ma thuật cổ đại với những bí mật liên quan đến Mặt Trăng Crimson, những cỗ máy, binh khí từ nền văn minh ma thuật...
Ở phần cuối, câu chuyện còn giải thích nguồn gốc của Langrisser và Alhazard cùng nhiều bí mật liên quan, kết thúc một truyền thuyết cho cả series Langrisser.

## Các nhân vật chính yếu trong Langrisser V và một số khái niệm
Trong Langrisser V có một số nhân vật đã từng xuất hiện ở phần trước. Chi tiết xin tham khảo bài Langrisser IV.
Người Crimso (クリムゾ人)
Đây là chủng tộc đã từng cai trị hành tinh nơi diễn ra các câu chuyện trong series Langrisser từ thời cổ đại. Cứ điểm của họ là "Mặt Trăng đỏ" Crimso (｢赤き月｣クリムゾ). Về hình dáng bên ngoài thì họ không khác gì người thường, và đặc biệt là tốc độ trưởng thành trong thời thơ ấu cũng gần giống người thường nên không dễ gì phân biệt được. Nhưng người Crimso lại sở hữu năng lực ma thuật và kỹ thuật rất cao và tuổi thọ của họ kéo dàng hàng trăm năm. Cuối thời gian cai trị, trong xã hội người Crimso đã xảy ra mâu thuẫn giữa phái chủ lưu và phái bị bóc lột. Phái chủ lưu thuộc tầng lớp quý tộc gọi là Crimsonia (クリムゾニア) và vẫn sinh sống ở hành tinh Crimso. Trong khi đó phái chống đối gọi là Crimsolander (クリムゾランダー) bao gồm giai cấp lao động bị bóc lột và định cư trên mặt đất chung với người thường. Cuộc chiến dai dẳng giữa Crimsonia và Crimsolander đã mang đến nhiều thiệt hại cho mặt đất và Mặt Trăng Crimso cũng đi lệch khỏi quỹ đạo thông thường nên rốt cuộc người mặt đất giành lại được chủ quyền của mình.
Các nhân vật là người Crimso trong Langrisser gồm có Rainforce, Zero, Landius, Emily, Brenda, Viraju và các kỵ sĩ Crimsonait (クリムゾンナイツ). Ma kiếm Alhazard ban đầu vốn là vũ khí chuyên dụng của vua Crimso còn thánh kiếm Langrisser thực chất chỉ là một bản sao không hoàn thiện của Alhazard do những người Crimsolander tạo ra và được nữ thần Rushiris sửa chữa lại trong Langrisser III.
Trong tiểu thuyết Langrisser thì giải thích rằng Crimsonia là những người Crimso thuần chủng, còn Crimsolander là người Crimso lai tạo với người mặt đất.
Làng Lecrio (レクリオ村)
Ngôi làng này từng được nhắc đến trong Langrisser IV như là nơi xuất thân của Landius và Emily. Đây cũng là ngôi làng Brenda và Viraju sinh sống. Làng này là nơi người Crimsolander sống chung hòa bình với người bình thường, đóng vai trò là một cửa ngõ giao lưu giữa mặt đất và Mặt Trăng Crimso. Tại thời điểm 20 năm trước khi xảy ra câu chuyện trong Langrisser IV, thủ lĩnh của nhóm Crimsonia (kẻ thù của Crimsolander) là Rainforce đã yêu mến một cô gái Crimsonlander sinh sống tại đây tên là Brenda và bắt đầu nảy sinh hảo ý với nơi này, nghi ngờ việc dùng vũ lực thống trị mặt đất của Crimsonia. Thấy được nguy cơ, một thuộc hạ trung thành của Rainforce là Zero đã lệnh cho Aizel thảm sát hết dân làng này, chỉ có bốn người sống sót là chị em Landius, Brenda và Viraju. Trận lụt làm chết hết dân làng này là do Aizel gây ra nhưng chị em Emily và trưởng làng Gotal bên cạnh không hề hay biết điều này mà chỉ nghĩ rằng làng do nước lũ nhấn chìm.
Cây thế giới (世界樹)
Được mệnh danh là vua của các loài thực vật. Loài cây này sản sinh ra mana, một loại năng lượng ma thuật mà ma kiếm Alhazard hấp thu. Lamda là nhân vật duy nhất có khả năng giao tiếp với cây thế giới và tái tạo mana.
Sigma (シグマ, lồng tiếng： Midorikawa Hikaru)
Nhân vật chính trong Langrisser V, là một binh sĩ được nguyên soái liên bang Regenburg là Gizarof cải tạo. Mã hiệu là Σ066 (Sigma 066). Ban đầu Sigma không có ký ức và thiếu nhiều tri thức về cuộc sống, nguyên nhân là do đã một lần chết đi và sau đó thể xác được Gizarof cải tạo. Nhờ vào cải tạo này mà Sigma có được năng lực gia tăng "khí" của mình, phát huy năng lực lên mức cực đại nhưng chỉ dùng được một lần duy nhất trong đời.
Sigma vốn là một hậu duệ ánh sáng (光輝の末裔), con trai duy nhất của công tước Egil, lãnh chúa lãnh địa Lygria (リグリア) thuộc đế quốc Kalzath. Mẹ của Sigma là em gái của hoàng đế Kalzath, bản thân Sigma cũng nắm chức tử tước. Sigma rất giỏi kiếm thuật nên được giữ chức đội trưởng đội cận vệ của hoàng đế Kalzath từ năm 17 tuổi.
Sigma cũng là một tướng quân của Kalzath, được hoàng đế tin tưởng nhưng một lần nọ, khi chỉ có hai người trong phòng thì hoàng đế bị ma tướng Grob ở Velzeria ám sát. Lúc đó Sigma có mặt trong phòng nên bị tình nghi là kẻ sát hại hoàng đế. Sợ tội, Sigma bỏ đại lục El Sallia, trốn đến đại lục Yeless làm lính đánh thuê nhưng lúc này đã mất hết bản ngã, sau bị Claret đâm chết mà không phản kháng gì. Xác chết của Sigma được Omega mang về phòng nghiên cứu của Gizarof và được cải tạo từ đó.
Về nguồn gốc thì cha Sigma mang dòng máu Althemura và Farna (Langrisser III), mẹ mang dòng máu của Luna và Lance. Khuôn mặt Sigma được vẽ có nét giống với Farna và Luna.
Lamda/ Mari Andel (ラムダ/マリアンデール, lồng tiếng： Minaguchi Yuko)
Gizarof cải tạo giống như Sigma. Mã hiệu là Λ052 (Lamda 052). Ban đầu Lamda là kiểu người vô cảm, vô tình và chỉ biết tuân theo mệnh lệnh của ông chủ Gizarof "lập trình" từ trước, nhưng trong khi đồng hành với Sigma thì cô đã lấy lại được ký ức và những cảm xúc con người của mình. Nếu Sigma được Gizarof cải tạo nâng cao năng lực chiến đấu thì Lamda được cải tạo để mở rộng, nâng cao khả năng ma thuật. Ngoài ra Lamda còn được cấy vào cơ thể tế bào cây thế giới nên có thể giao tiếp với thực vật.
Ở phần giữa của câu chuyện, Lamda biết được quá khứ của mình, từng là con của một gia đình thương gia giàu có và là em gái của Macklen và tên thật của mình là Mari Andel. Sau này Lamda được Jessica dùng phép thuật chữa trị, hồi phục được trí nhớ.
Ở phần giữa game, Lamda tình cờ nhìn thấy bức chân dung gia đình mình, theo đó thì Mari Andel chỉ thua Macklen chừng 3, 4 tuổi. Lúc bắt đầu câu chuyện của Langrisser IV thì Macklen được 28 tuổi, từ đó suy ra thời điểm bắt đầu Langrisser V thì Lamda khoảng 25 tuổi. Như vậy, đây là nhân vật nữ chính lớn tuổi nhất trong series trừ ma nữ Listel trong Langrisser IV và Brenda thuộc tộc Crimsolander
Alfred (アルフレッド, lồng tiếng： Iwanaga Tetsuya)
Con trai thứ của lãnh chúa Lockwell cai trị lãnh địa Leinois (レイノルズ地方) thuộc liên bang Regenburg. Alfred là một công tử sống trong nhung lụa nên không hề biết những cạm bẫy xấu xa của cuộc đời và bị chính anh ruột của mình vu khống cho tội giết cha. Được Sigma cứu khi bị truy sát, chàng Alfred tốt bụng đã gia nhập vào đội quân độc lập này.
Brenda (ブレンダ, lồng tiếng： Tomizawa Michie)
Nữ thủ lĩnh của một đội kỵ binh đánh thuê chỉ toàn phụ nữ. Brenda là người thuộc tộc Crimsolander, hậu duệ của những người trên Mặt Trăng Crimso nhưng ban đầu Brenda che giấu thân phận của mình. Vì thuộc chủng tộc Crimso nên Brenda là nhân vật duy nhất trong nhóm có thể sử dụng các loại ma thuật cổ đại. Nhân vật này tính cách trượng nghĩa, ưa lo lắng cho kẻ khác thế nên được thuộc hạ hết sức yêu mến. Trong quá khứ, Brenda đã từng yêu mến Rainforce nhưng sau hận người này vì đã hủy diệt ngôi làng của mình. Brenda giúp bọn Sigma thoát khỏi đường cùng rồi sau đó đi theo Sigma với danh nghĩa lính đánh thuê.
Claret (クラレット, lồng tiếng： Kawakami Tomoko)
Con gái của hoàng đế Kalzath, và như vậy có quan hệ máu mủ với Sigma. Đầu tiên Claret xuất hiện với tính cách vô trách nhiệm, ỷ lại nhưng trong quá trình hợp sức với Sigma, cô dần dần trưởng thành chính chắn và được thuộc hạ quý mến. Ban đầu Claret bị tiếm ngôi hoàng đế và bị gán tội giết cha, nhưng sau khi rửa sạch tiếng dơ thì Claret đã hết sức xây dựng một quốc gia bình đẳng do bình dân làm chủ, vứt bỏ quyền lợi của quý tộc.
Claret cũng là hậu duệ ánh sáng, là con cháu trực hệ của Luna, Nam và Sherry đất Kalzath. Thời điểm trước khi bắt đầu câu chuyện, Claret đã đuổi theo kẻ giết cha là Sigma và đâm chết người này.
Landford (ランフォード, lồng tiếng： Yasui Kunihiko)
Nhân vật này đã từng xuất hiện trong Langrisser IV và sau khi Gizarof chết, Landford được cử làm nguyên soái của liên bang Regenburg. Ở phần giữa của game, Landford bị giam vào ngục vì âm mưu của ma tộc nhưng được Landius cứu thoát. Cuối game, Landford gia nhập đội quân của Sigma với danh nghĩa thảo phạt ma tộc và giải lời nguyền cho dòng họ mình.
Macklen (マクレーン, lồng tiếng： Kamiya Hiroshi)
Sau khi đánh bại Gizarof trong phần trước, Macklen đã từ chối chức tướng quân của Caconsis mà đuổi theo Jessika, người mình thầm yêu quý đến hải cảng Fizzit rồi vượt biển sang đại lục El Sallia. Tại đây Macklen bị cuốn vào cuộc chiến mới và tìm lại được em gái Mari (Lamda) của mình đã mất tích trước đây.
Sau khi kết thúc chiến tranh, Macklen giữ chức tổng tư lệnh Kalzath. Macklen là nhân vật NPC trong phần V.
Viraju (ヴィラージュ, lồng tiếng： Matsuno Taiki)
Thủ lĩnh của nhóm Crimsolander, hậu duệ của những người Crimso cổ đại. Viraju là người am hiểu về nền văn minh cổ đại và cũng sở hữu nhiều loại binh khí cổ đại (các cỗ máy). Viraju quan hệ với Brenda như một người anh trai và em gái.
Rainforce (レインフォルス, lồng tiếng： Hayami Shou)
Một lãnh chúa trí dũng song toàn, cai trị lãnh địa Shufol (シュフォール地方) thuộc liên bang Regenburg. Thừa cơ Gizarof nổi loạn, Rainforce đã bắt tay với bọn Alvins để thành lập liên minh tam quốc cùng chống lại liên bang. Rainforce cũng chính là người truy bắt bọn Sigma vừa mới mở mắt vào lúc đầu.
Rainforce thực ra là thái tử của Crimsonia trên Mặt Trăng đỏ, vì muốn cứu đồng bào mình trên hành tinh Crimso mà truy bắt Lamda, người có khả năng giao tiếp với cây thế giới. Tuy là thái tử Crimsonia nhưng Rainforce lại là người có nhiều hảo cảm nhất đối với con người và Crimsonlander trong số các nhân vật cao cấp trong Crimsonia. Rainforce cũng nghi ngờ việc hành sử bạo lực trên mặt đất, nghiêm cấm thuộc hạ sát hại dân thường không có khả năng chiến đấu. Vì vậy nên lãnh thổ của Rainforce rất phồn thịnh và sĩ khí rất hăng, điều này là sức mạnh để liên minh tam quốc chống cự với liên bang.
Aizel (アイゼル, lồng tiếng： Kishino Yukimasa)
Tướng tâm phúc của Rainforce. Tuy là người mặt đất nhưng Aizel rất mến mộ và trung thành với Rainforce. Aizel là kẻ võ biền, được Zero giao nhiệm vụ tàn sát làng Lecrio và gây mối hiểu lầm, phá vỡ mối quan hệ giữa Rainforce và Brenda. Nhưng khi biết được họ yêu nhau thực sự thì Aizel mang cảm giác tội lỗi, đến phút cuối đời mới tiết lộ mọi chuyện.
Trong lần thảm sát làng Lecrio, Brenda thoát chết là nhờ Aizel biết được quan hệ với Rainforce nên mới gọi ra sau đồi, nhờ đó mà Brenda thoát được nạn lụt.
Zero (ゼロ, lồng tiếng： Masutani Yasunori)
Người Crimsonia, giữ chức tham mưu của Rainforce. Zero là người trung thành tuyệt đối, luôn đặt nhiệm vụ lên trên hết, coi trọng tổ quốc. Nhưng cũng vì thế mà khi hành sự thường giết chết tình riêng, đặt phép công lên trên hết. Chính Zero lo sợ thủ lĩnh Rainforce của mình say đắm Brenda và mang hảo cảm với con người thì sẽ gây bất lợi cho đồng bào Crimsonia còn sống trên Mặt Trăng đỏ nên đã ra lệnh cho Aizel phá ngang cuộc tình, thảm sát người Crimsolander.
Crimsonait (クリムゾンナイツ, lồng tiếng： Sakamoto Shu Ichirou)
Đội kỵ sĩ tinh nhuệ của Crimsonia bao gồm 9 người. Crimsonait có sức địch muôn người và tán đồng với tư tưởng thân người mặt đất của Rainforce.
Omega (オメガ, lồng tiếng： Hori Hideyuki)
Binh sĩ cải tạo của Gizarof, giống như Sigma. Mã hiệu là Ω１３７ (Omega 137). Ban đầu Omega là sản phẩm số một của Gizarof, nhưng sau vị trí này bị Sigma chiếm mất nên lòng tự tôn bị tổn thương, luôn đuổi theo gây hấn với Sigma, và cũng là để trả ơn Gizarof đã nuôi nấng mình khi còn là cô nhi.
Omega cũng chính là kẻ đã bắt cóc Macklen và Mari Andel về cho Gizarof nghiên cứu, cải tạo.
Emily (エミリー, lồng tiếng： Mannaka Yukiko)
Sau khi Gizarof chết, Emily được bổ nhiệm làm tướng quân thay cho Landford. Phiên bản này tiết lộ thân phận Emily cùng với Landius là người Crimsolander.
Baruk (バルク, lồng tiếng： Sakamoto Seigo)
Tướng quân Regenburg. Trong phần này, Baruk bị ma tướng Grob đào mộ và hồi sinh, đánh nhau với quân Sigma.
Lockwell (ロックウェル, lồng tiếng： Yoshimizu Takahiro)
Lãnh chúa cai trị Leinois thuộc liên bang Regenburg. Ở phần đầu, Lockwell bị con trai trưởng là Alvins đầu độc, sau đó bị ma tướng Grob hồi sinh thành zombie.
Alvins (アルヴィンス, lồng tiếng： Masutani Yasunori)
Trưởng nam của lãnh chúa Lockwell, đầu độc cha rồi đổi tội cho em trai là Alfred. Sau đó Alvins bắt tay với Rainforce, thành lập liên minh tam quốc chống lại Regenburg để mưu lợi.
Lanbelt (ランベルト, lồng tiếng： Okiayu Ryutarou)
Lãnh chúa cai quản Sazaland (サザーランド地方) thuộc liên bang Regenburg, bạn thân với Lockwell. Thời còn trẻ, Lanbelt đi thám hiểm với bạn và mang về một vật từ nền văn minh cổ đại. Nhưng từ đó hai dòng học Lanbelt và Lockwell mắc phải lời nguyền là người trong họ sẽ giết lẫn nhau. Vì lẽ đó mà Lanbelt đã từ con trai mình là Landforce, buộc phải liên minh với Rainforce vì hắn biết cách phá giải lời nguyền. Cuối cùng Lanbelt tự vẫn trước mặt con trai Landford để phá giải lời nguyền.
Ma tướng quân Gaiel (魔将軍ガイエル, lồng tiếng： Inaba Minoru)
Trước kia từng là tướng quân của đế quốc Lygria, 1000 năm trước là một trong ba ma tướng ở Velzeria. Sau khi Bozel chết, Gaiel hoạt động ngầm và chiếm được Langrisser và Alhazard, biết được bí mật về ma kiếm. Gaiel không bao giờ coi trọng quyền lợi của ma tộc như các ma tướng khác, không tôn sùng Chaos hay Bozel mà chỉ muốn thâu tóm tất cả quyền lực về tay mình.
Grob, kẻ điều khiển xác chết (死人使いグロブ, lồng tiếng： Nakai Kazuya)
Một trong ba ma tướng Velzeria, có khả năng hồi sinh người chết và biến họ thành zombie. Chính Grob đã ám sát hoàng đế Kalzath, gây oan cho Sigma khiến cả nhà Sigma phải chết. Đây là nhân vật bị nhóm nhân vật chính thù ghét nhất trong Langrisser V.
Fealakia, kẻ biến hóa (変幻のフェラキア, lồng tiếng： Hibino Akari)
Một trong ba ma tướng Velzeria, có khả năng biến thành kẻ khác để phá hoại ngầm. Để phục sinh Bozel và Chaos, Fealakia đã hóa thành Rassel, con trai của thừa tướng liên bang đã trốn đi trong phần trước và gây rối loạn trong liên bang, bắt giam Landford. Sau bị Langrisser làm lộ thân phận và bị Landius giết chết. Cuối cùng được Grob hồi sinh và đánh nhau với bọn Sigma.
Jeek Halt (ジークハルト, lồng tiếng： Shibata Hidekatsu)
Quốc vương đầu tiên của vương quốc Ethlead (エルスリード) và là tổ tiên của hậu duệ ánh sáng. Linh hồn của ông đã trú ẩn trong thanh kiếm Langrisser từ 1000 năm nay để quan sát cuộc chiến giữa thánh kiếm và ma kiếm, hướng dẫn cho các hậu duệ ánh sáng.
Trong Langrisser V, ở đoạn kết khi Sigma hy sinh để cứu quả đất thì linh hồn Jeek Halt đã hiện ra kêu gọi Sigma cùng chung tay với mình bảo vệ loài người.
Chaos (カオス, lồng tiếng： Sasaoka Shigezou, Watanabe Takeshi, Satou Masaharu)
Vị thần hỗn mang, tượng trưng của ma tộc, là bản thể của bóng tối. Khó có thể nói Chaos là một ác thần, một tà thần, là hiện thân của tà ác mà chỉ có thể nói rằng Chaos cũng là sức mạnh của thế giới giống như Rushiris, là sự bất diệt giống như bóng tối và đối lập hoàn toàn với Rushiris. Dựa theo lời thoại trong series Langrisser thì Chaos có những đặc điểm là "đối tượng tôn thờ của ma tộc", "xuất hiện khi thế giới đình trệ và hủy diệt nó", "có mục đích thúc đẩy sự phát triển của văn minh".... Chaos còn được cho là chủ thể của ma kiếm Alhazard, là thần cách của bóng tối và sự hỗn mang. Sau khi bị tiêu diệt trong các phiên bản Langrisser, Chaos luôn báo trước sẽ xuất hiện trở lại khi thế giới cần đến sự hỗn mang, cần đến loạn lạc.
Chaos không trực tiếp xuất hiện trong Langrisser V mà chỉ xuất hiện dưới dạng một ma thú triệu hồi.
Bozel (ボーゼル, lồng tiếng： Shiozawa Kaneto)
Vương tử bóng tối, đại diện của Chaos. Bozel căm ghét những kẻ cuồng tín vào ánh sáng, trái lại rất yêu thích những kẻ có năng lực. Bozel không phải là cái tên của một nhân vật cụ thể nào, không phải là sự tồn tại cụ thể nào mà chỉ là một cái tên giả, một danh xưng mang tính tượng trưng được ban cho kẻ phụng sự Chaos. Giống như Chaos và bóng tối, Bozel không bao giờ bị tiêu diệt hoàn toàn mà chỉ tạm thời rút lui. Bozel là nhân vật thường xuất hiện trong các phiên bản Langrisser, có thể hồi sinh nhiều lần. Bozel là thân bất tử, chừng nào còn ma kiếm Alhazard và khi nhân vật Bozel mới chưa được khai sinh. Trong Langrisser IV, ban đầu Bozel lấy tên là ma thuật sư Featora (魔術師フェアラート) và là lần đầu tiên, có lẽ là duy nhất trong lịch sử Langrisser, Bozel lại hợp tác với con người nhằm đoạt lấy thủy tinh thể hiền giả đang nằm trong tay Gizarof.
Bozel không xuất hiện trong Langrisser V mà chỉ có tên được nhắc đến.
Rushiris (ルシリス, lồng tiếng： Matsudaira Akiko trong Langrisser II, Inoue Kikuko trong các phiên bản sau)
Nữ thần ánh sáng cai quản thiên giới Neo Gloria. Rushiris là nữ thần của pháp luật, thịnh trị, an thái và lòng từ bi, do đó đối lập hoàn toàn với Chaos. Rushiris là hiện thân thần cách hóa của ánh sáng, đối nghịch với Kaos. Thánh kiếm Langrisser là do Rushiris cải tạo từ thanh kiếm phá tà của tộc Crimsonlander.
Nữ thần Rushiris không trực tiếp xuất hiện trong Langrisser V mà chỉ xuất hiện dưới dạng một ma thú triệu hồi.
Jessika (ジェシカ, lồng tiếng： Satou Ai, Hisakawa Aya, Ban Keiko, Maeda Ai)
Đây là nhân vật luôn xuất hiện trong mọi phiên bản Langrisser. Jessika là người biết rõ bí mật của Langrisser, dùng thuật tái sinh để tồn tại cả ngàn năm với dung nhan không hề thay đổi. Nhiệm vụ của Jesshika thường là hướng dẫn các hậu duệ của ánh sáng trong cuộc đấu tranh với bóng tối, với tà ác.
Trong Langrisser V thì Jessika bị ma tộc cướp được Langrisser và Alhazard sau khi thu hồi từ Gizarof. Sau Jessika hỗ trợ bọn Sigma để cứu đại lục El Sallia ra khỏi cảnh hỗn loạn với tư cách một nhân vật NPC.